# Újezd (Boêmia Central)
Újezd é uma comuna checa localizada na região da Boêmia Central, distrito de Beroun.